# Anatomia unei prăbușiri
Anatomia unei prăbușiri (în franceză Anatomie d'une chute) este un film francez din 2023, o dramă judiciară de tip thriller regizat de Justine Triet după un scenariu co-scris de Triet și Arthur Harari. Filmul o are ca protagonistă pe Sandra Hüller în rolul unei scriitoare care încearcă să își dovedească nevinovăția în cazul morții soțului ei.
Anatomia unei căderi a avut premiera mondială la cea de-a 76-a ediție a Festivalului de Film de la Cannes din 21 mai 2023, unde a câștigat Palme d'Or și Palm Dog Award și a concurat pentru Queer Palm. A fost lansat în cinematografe în Franța de către Le Pacte pe 23 august 2023.De asemenea,filmul a câștigatPremiul Gopo pentru cel mai bun film european,în 2024
Filmul a fost aclamat de critici, care le-au lăudat pe Triet și Hüller, și a înregistrat peste un milion de bilete vândute în Franța.

## Rezumat
Într-o cabană de munte izolată de lângă Grenoble, romanciera Sandra Voyter decide să reprogrameze interviul cu o studentă deoarece soțul ei, profesorul universitar Samuel Maleski, a dat muzica tare în podul casei lor, perturbând interviul. După ce studenta pleacă cu mașina din cabană, Daniel, fiul cu deficiențe de vedere al Sandrei, face o plimbare afară cu câinele său ghid, Snoop. Când se întorc acasă, Daniel îl găsește pe Samuel mort în urma unei aparente căzături.
Sandra insistă că incidentul trebuie să fi fost un accident. Vincent, vechiul ei prieten și avocat, sugerează posibilitatea unei sinucideri, în timp ce Sandra își amintește de încercarea soțului ei de a lua o supradoză de aspirină cu șase luni înainte, după ce a renunțat la antidepresive. După o anchetă, relatările contradictorii ale lui Daniel cu privire la ceea ce s-a întâmplat cu puțin timp înainte de moartea tatălui său, combinate cu revelația că Samuel a suferit o rană la cap înainte ca trupul său să atingă solul și o înregistrare audio a unei bătăi dintre Samuel și Sandra cu o zi înainte, Sandra este pusă sub acuzare pentru omucidere.
În timpul procesului, echipa de apărării Sandrei susține că Samuel a căzut de la fereastra mansardei și s-a lovit cu capul de șopronul de dedesubt, în timp ce acuzarea susține că Sandra l-a lovit cu un obiect contondent și l-a împins de la balconul de la etajul al doilea. În timpul unei dispute în sala de judecată cu psihiatrul lui Samuel, Sandra își recunoaște resentimentele față de soțul ei din cauza responsabilității parțiale a acestuia pentru accidentul care a dus la afectarea vederii lui Daniel.
În lupta înregistrată, Samuel o acuză pe Sandra de plagiat, infidelitate și de exercitarea controlului asupra vieții sale, înainte ca cearta lor prelungită să devină violentă din punct de vedere fizic. Acuzarea susține că toate violențele au venit din partea Sandrei. Aceasta replică că, deși l-a pălmuit pe Samuel, restul violenței auzite a fost soțul ei care se bătea singur. După ce Sandra recunoaște că a avut o aventură cu o femeie cu un an înainte de moartea lui Samuel, acuzarea susține că muzica pe care Samuel a dat-o tare a indicat gelozia față de flirtul Sandrei cu intervievatoarea, ceea ce a condus la confruntarea fizică de mai târziu. Procurorul remarcă, de asemenea, obiceiul Sandrei de a introduce conflicte personale în povestirile sale și modul în care uciderea soțului său reflectă gândurile unui personaj minor din cel mai recent roman al său. La rândul său, Sandra protestează că o înregistrare nu reprezintă natura relației lor și nici cuvintele unui personaj dintr-un roman nu reflectă propriile ei înclinații.
Daniel, tulburat, insistă să depună mărturie înaintea pledoariilor finale din lunea următoare. Judecătorul stabilește reguli stricte pentru a împiedica pe oricine să îi influențeze mărturia și o aduce pe Marge, o supraveghetoare judiciară. Daniel îi cere apoi Sandrei să părăsească casa peste weekend, pentru a putea fi singur cu Marge și Snoop. El își amintește că, atunci când Samuel a luat o supradoză, și Snoop s-a îmbolnăvit, probabil din cauza faptului că a mâncat voma lui Samuel. Apoi îl hrănește în mod deliberat pe Snoop cu aspirină și constată că are același efect, ceea ce coincide cu mărturia Sandrei. Daniel îi mărturisește lui Marge angoasa sa, iar ea îl sfătuiește că, dacă nu știe ce este cu adevărat adevărat, poate decide în schimb ce este adevărat pentru el.
În boxa martorilor, Daniel spune că poate înțelege că tatăl său și-a luat viața, dar nu și scenariul crimei. El spune că, atunci când el și Samuel îl duceau pe Snoop la veterinar, Samuel a vorbit despre nevoia de a fi pregătit că cei pe care îi iubește vor muri și de a ști că viața lui va continua, ceea ce Daniel interpretează acum ca fiind propriile gânduri suicidare ale tatălui său; Sandra este achitată după mărturia lui Daniel. Când se întoarce acasă, Daniel îi spune că i-a fost teamă de întoarcerea ei acasă, iar ea îi răspunde că și ei i-a fost; cei doi se îmbrățișează. În timp ce Sandra se îndreaptă spre pat, ea zăbovește la o fotografie cu ea și Samuel înainte de a adormi cu Snoop.

## Distribuție
- Sandra Hüller – Sandra Voyter[15]
- Swann Arlaud – Vincent Renzi[17]
- Milo Machado-Graner – Daniel Maleski[17]
- Antoine Reinartz – Procurorul[17]
- Samuel Theis – Samuel Maleski[17]
- Jehnny Beth – Marge Berger[17]
- Saadia Bentaieb – Nour[17]
- Camille Rutherford – Zoé Solidor[17]
- Anne Rotger – Președintele[17]
- Sophie Fillières – Monica[17]

## Producție

### Dezvoltare

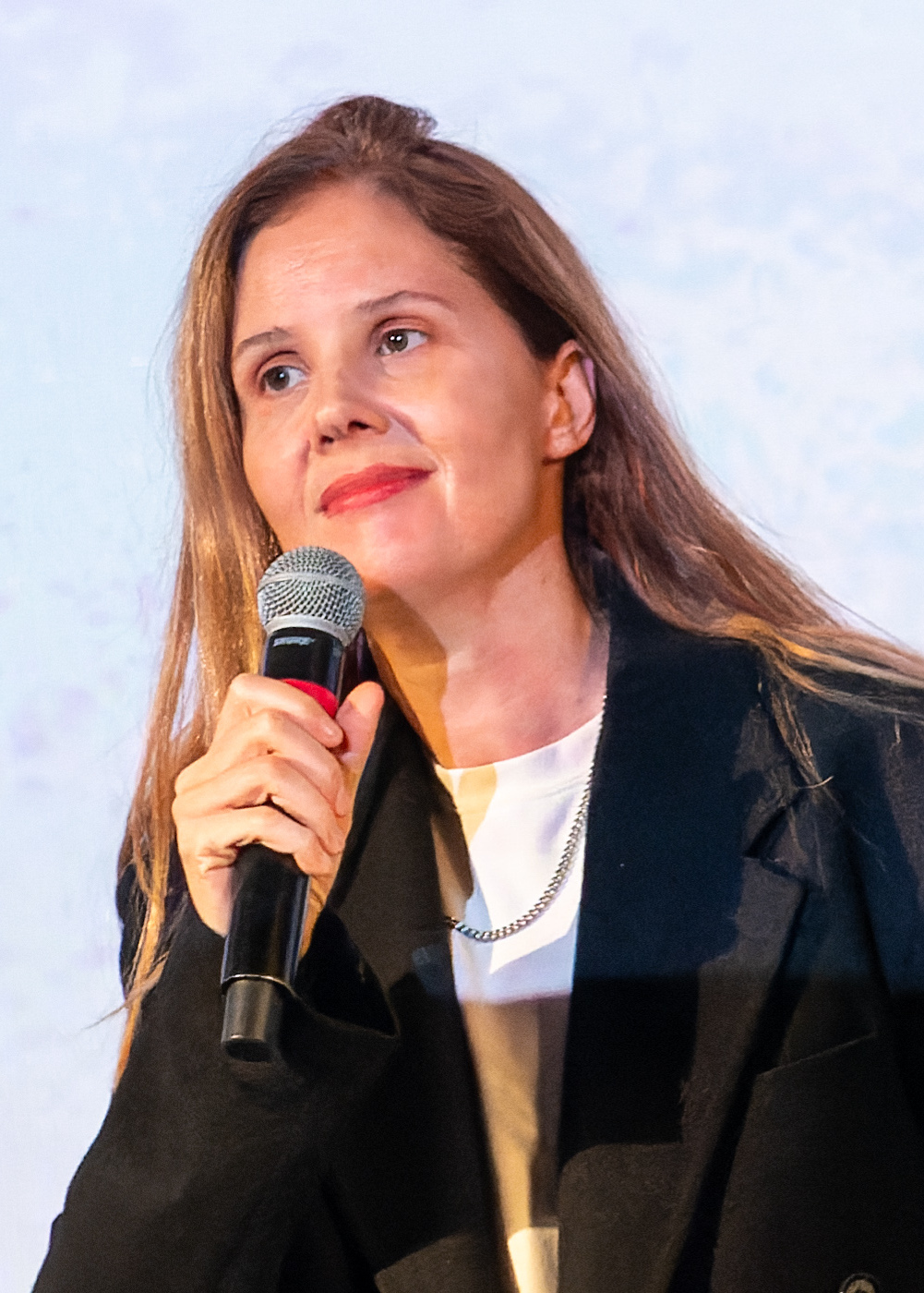
Justine Triet, regizoarea și coscenarista filmului

La 10 iulie 2021, Variety a anunțat că Les Films Pelléas și Les Films de Pierre vor coproduce cel de-al patrulea lungmetraj al lui Justine Triet, Anatomie d'une chute, co-scris de Triet și Arthur Harari, și descris ca fiind „un thriller procedural hitchcockian”.
Triet a scris Anatomia unei prăbușiri pentru Sandra Hüller, marcând a doua lor colaborare după filmul Sibyl din 2019. Când Hüller a fost distribuită în rolul unei scriitoare germane care este acuzată de uciderea soțului ei francez în Franța, Triet i-a spus actriței că limba va fi un subiect important în film. Hüller a vrut să vorbească franceza în film, dar Triet a respins ideea. „Faptul că este o germană care vorbește engleza și încearcă să vorbească franceza care creează o mulțime de măști și mai mult probleme, creând mai multă confuzie în jurul persoanei proprii”, a declarat Triet pentru Deadline. Pe platou, Hüller a întrebat-o în mod repetat pe Triet dacă personajul ei este vinovat sau nu, dar regizoare a refuzat să răspundă.
Triet a declarat că punctul de plecare al filmului Anatomia unei prăbușiri a fost faptul că își dorea de mult timp să realizeze un alt film despre un proces, de la filmul său din 2016, Victoria. „Am vrut cu adevărat să abordez problema juridică în cele mai mici detalii, să abordez problemele cuplului, ale conviețuirii. A fost și un pretext pentru a diseca fiecare părticică din viața lor”, a declarat ea pentru Paris Match. Triet a declarat că a fost fascinată de cazul Amanda Knox, în care a fost implicată o tânără americană acuzată de uciderea colegei sale de cameră Meredith Kercher în Italia în 2007.
Triet a declarat, de asemenea, că „problema fundamentală a filmului este problema reciprocității în cuplu” într-un interviu acordat The New Yorker, afirmând că „din punct de vedere cultural, femeile au stat întotdeauna acasă, iar bărbații au ieșit în lume și au avut timp să gândească, să reflecteze, să aibă idei [. ...] Faptul de a avea un personaj feminin care este creator, care scrie cărți, care este în poziția, în sfârșit, de a-și face timp să scrie, înseamnă că bărbatul este cel care suferă [...] Este ceva universal și fundamental vis-a-vis de locul bărbaților și femeilor în familie”.
Triet a scris Anatomia unei prăbușiri pentru Sandra Hüller, marcând a doua lor colaborare după filmul comedie-dramă Sibyl din 2019. Când Hüller a fost distribuită în rolul unei scriitoare germane care este acuzată că și-a ucis soțul francez în Franța, Triet i-a spus actriței că limba va fi un subiect important în film, deoarece cuplul nu vorbea aceeași limbă și comunicau prin engleză. Hüller a vrut să vorbească franceza în film, dar Triet a respins ideea: „A fost foarte important să avem această sensibilitate, acest sentiment că soțul și soția nu vorbesc aceeași limbă, deci comunică printr-o a treia limbă, engleza. A existat, de asemenea, această idee a ceea ce înseamnă să fii un străin judecat în Franța. Să fii judecat într-o țară care nu este a ta poate fi greu pentru că ești judecat pentru modul în care te exprimi, dar pentru că nu vorbești în limba maternă și există o mulțime de filtre între tine și realitatea ta. Faptul că ea este o germancă ce vorbește engleza și încearcă să vorbească franceza asta creează o mulțime de măști și întunecă problema, creând mai multă confuzie în jurul a cine este ea”, a declarat Triet pentru Deadline Hollywood.
Hüller a învățat să vorbească franceza pentru Anatomia unei prăbușiri, deși personajul ei vorbește mai ales în engleză în film,{{efn|Deși site-ul oficial al agentului de vânzări internaționale al filmului, mk2 Films, enumeră limba germană printre limbile utilizate în cadrul filmului, lansarea în cinematografe nu conține niciun dialog în limba germană. deoarece dorea ca personajul ei să poată înțelege ce spune în franceză. Hüller a învățat franceza în trei sau patru luni. În scenariu, există o scenă în care Sandra vorbește câteva rânduri în germană cu un fotograf care o fotografiază împreună cu fiul ei și câinele lor la cabană pentru o ședință foto care urma să fie lansată în Germania, dar scena nu a fost inclusă în montajul de teatru și Hüller nu a vorbit deloc germană în film.
Pe platou, Hüller a întrebat-o în mod repetat pe Triet dacă personajul ei era vinovat sau nu, dar regizoarea a refuzat să răspundă. În final, Triet a instruit-o pe Hüller să joace personajul ei ca fiind nevinovat, ceea ce Triet a spus mai târziu că a fost „foarte viclean”, deoarece Hüller nu avea un răspuns. Când un jurnalist a întrebat-o pe Triet în conferința de presă a Premiilor Globul de Aur în ianuarie 2024 dacă Sandra și-a ucis soțul, Triet a răspuns: „Îți voi spune peste 10 ani".
Filmul trebuia să includă o scenă de sex între Sandra și avocatul ei Vincent, dar scena a fost eliminată datorită producătoarei Marie-Ange Luciani, care a considerat scena prea „de anii '80”. Hüller a fost de acord cu decizia lui Luciani și a declarat: „De ce oamenii trebuie mereu să își demonstreze că se iubesc mergând în pat unul cu celălalt? Este atât de plictisitor!”
Cântecul original destinat scenei în care personajul Samuel își dă drumul la casetofon în ziua în care moare era „Jolene”, dar cum nu au putut achiziționa drepturile, a fost folosit cântecul „P.I.M.P.”. Triet a descris alegerea, spunând: „Mi-au plăcut bucuria și calitatea aproape hipnotică a melodiei [Jolene], iar în scenele de proces, a existat o întreagă disecție a versurilor - anumite versuri care puteau fi interpretate ca și cum soțul trimitea un semnal. [P.I.M.P] are versuri care sunt destul de misogine, evident. Dar are și ceva destul de cald, care contrastează enorm cu situația prin care acest personaj este pe cale să treacă: descoperirea soțului ei mort.”

### Filmări
Filmările principale au început la sfârșitul lunii februarie 2022 și s-au încheiat la 13 mai 2022. Acestea au avut loc în principal în regiunea Auvergne-Ron-Alpi, în Maurienne și Villarembert în Savoie și în Montbonnot-Saint-Martin și Grenoble în Isère. De asemenea, a fost filmat în Charente-Maritime și la Paris.

## Lansare
Anatomia unei prăbușiri a avut premiera mondială la cea de-a 76-a ediție a Festivalului de Film de la Cannes pe 21 mai 2023. Le Pacte l-a lansat în cinematografele din Franța pe 23 august 2023. De asemenea, a fost proiectat la cel de-al 27-lea Festival de Film de la Lima în secțiunea „Acclaimed” pe 13 august 2023. De asemenea, a fost invitat la cel de-al 28-lea Festival Internațional de Film de la Busan în secțiunea „Icon” și a fost proiectat pe 8 octombrie 2023.